# Афиногенов, Николай Тимофеевич
Николай Тимофеевич Афиногенов (1910 — после 1978) — помощник бригадира тракторной бригады Рыбновской МТС Рязанской области, лауреат Сталинской премии.

## Биография
Родился в 1910 г. в селе Ногино Рыбновской волости Рязанского уезда Рязанской губернии.
Работал в крестьянском хозяйстве родителей, после службы в Армии — в колхозе. В 1936 году окончил курсы трактористов и начал работать по этой специальности в Рыбновской МТС. С 1937 г. бригадир тракторной бригады.
После начала войны мобилизован, в начале 1942 года получил тяжёлое ранение в ногу и был комиссован по инвалидности. Вернулся в Ногино и стал работать помощником Дарьи Гармаш — бригадира женской тракторной бригады. Восстановил считавшийся непригодным для ремонта трактор ХТЗ.
С 1949 года слесарь по ремонту техники в колхозе «Ногино».
Умер не ранее 1978 года.

## Награды и звания
Сталинская премия 1946 года (вместе с Дарьей Гармаш) — за коренное усовершенствование методов эксплуатации колёсных тракторов, обеспечивших пятикратное увеличение сезонной нормы выработки тракторов при большой экономии горючего и при высоком качестве работ.